# Precipitazione (meteorologia)

Mappa animata delle precipitazioni mensili su scala mondiale.

Con il termine precipitazione si intendono, in meteorologia, tutti i fenomeni di trasferimento di acqua allo stato liquido o solido dall'atmosfera al suolo, come pioggia, neve, grandine, rugiada e brina, rappresentando una fase dell'intero ciclo idrologico. Queste acque, che tornano in genere a evaporare (a differenza di quelle litosferiche circolanti in permanenza nel terreno), sono anche dette acque meteoriche.

## Genesi

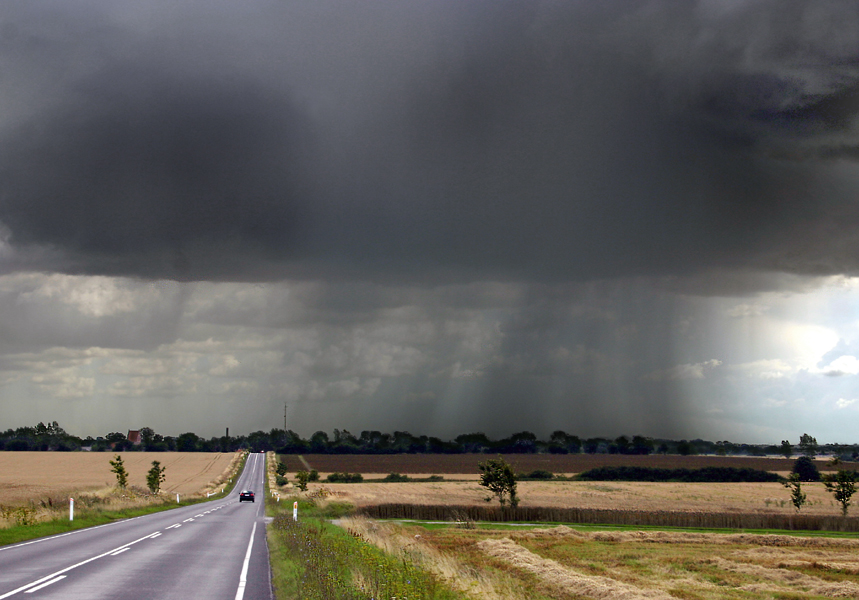
Precipitazione allo stato liquido in forma di rovescio di pioggia

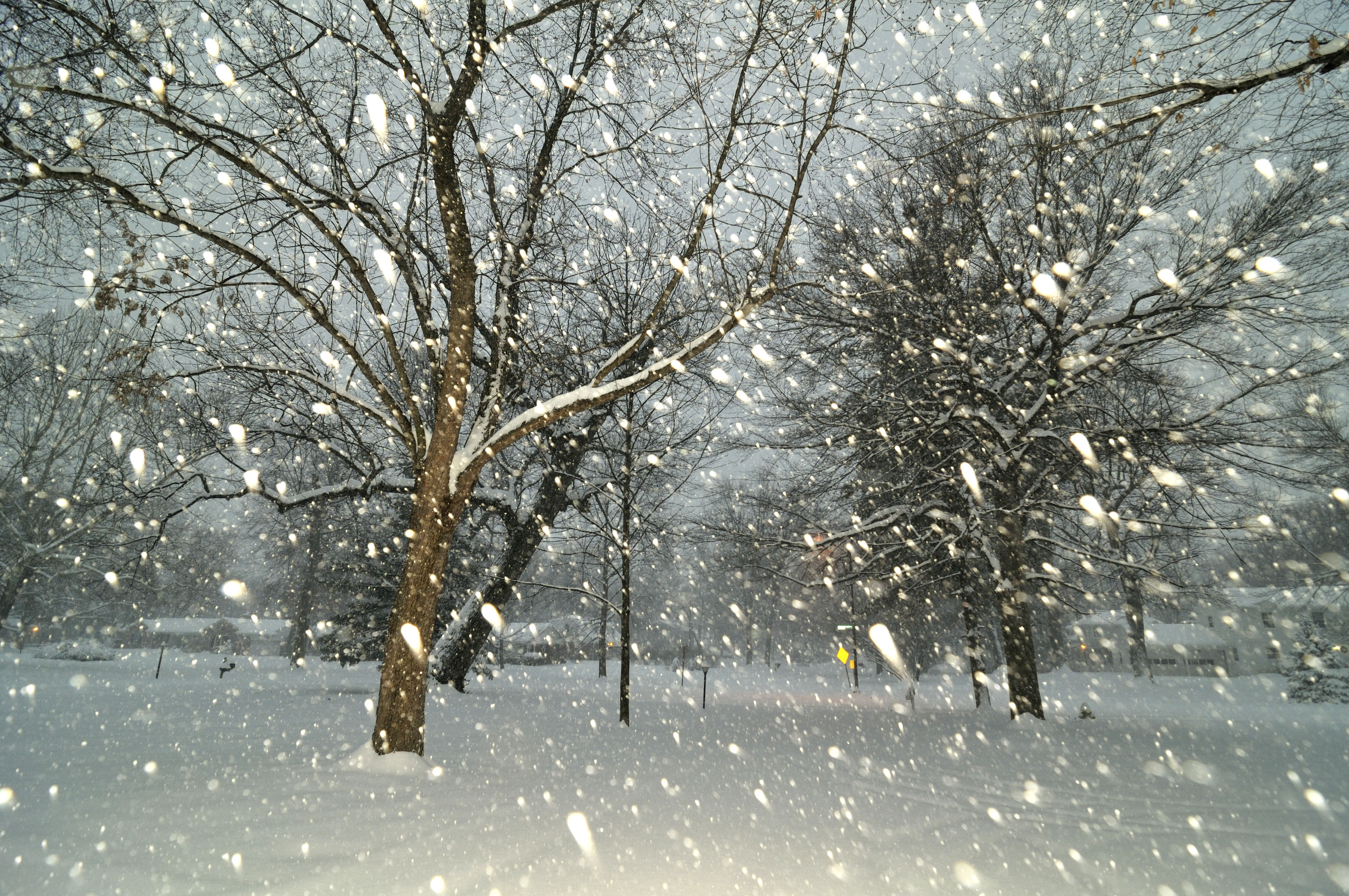
Precipitazione nevosa

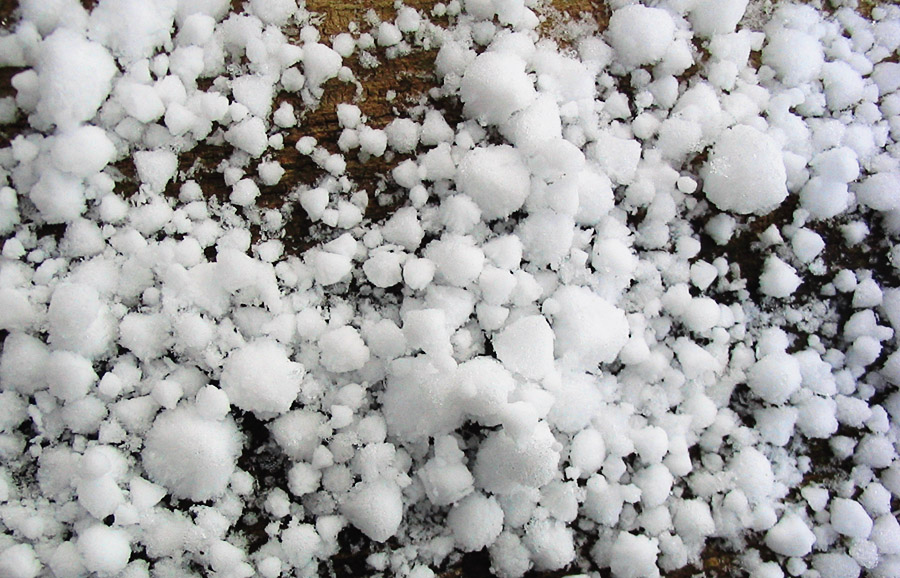
Precipitazione sotto forma di grandine

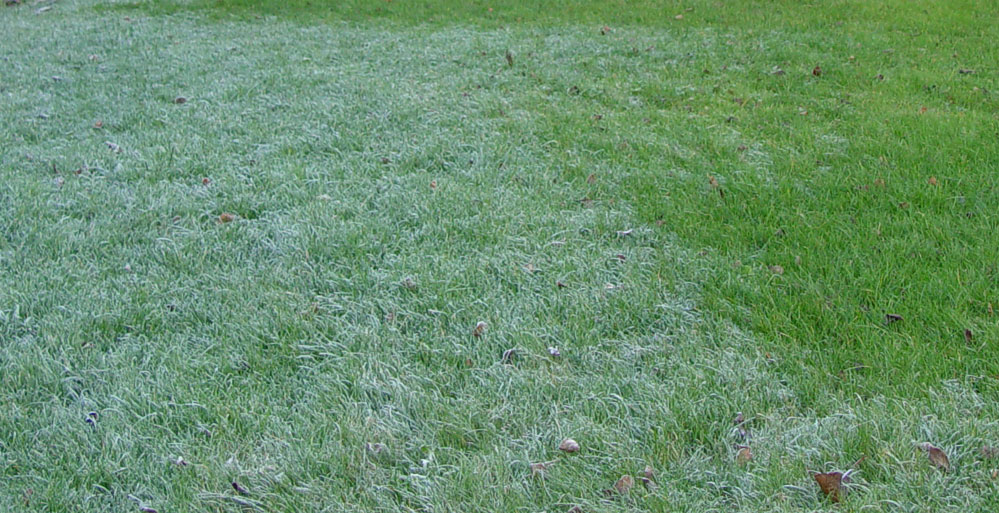
Brina su un prato

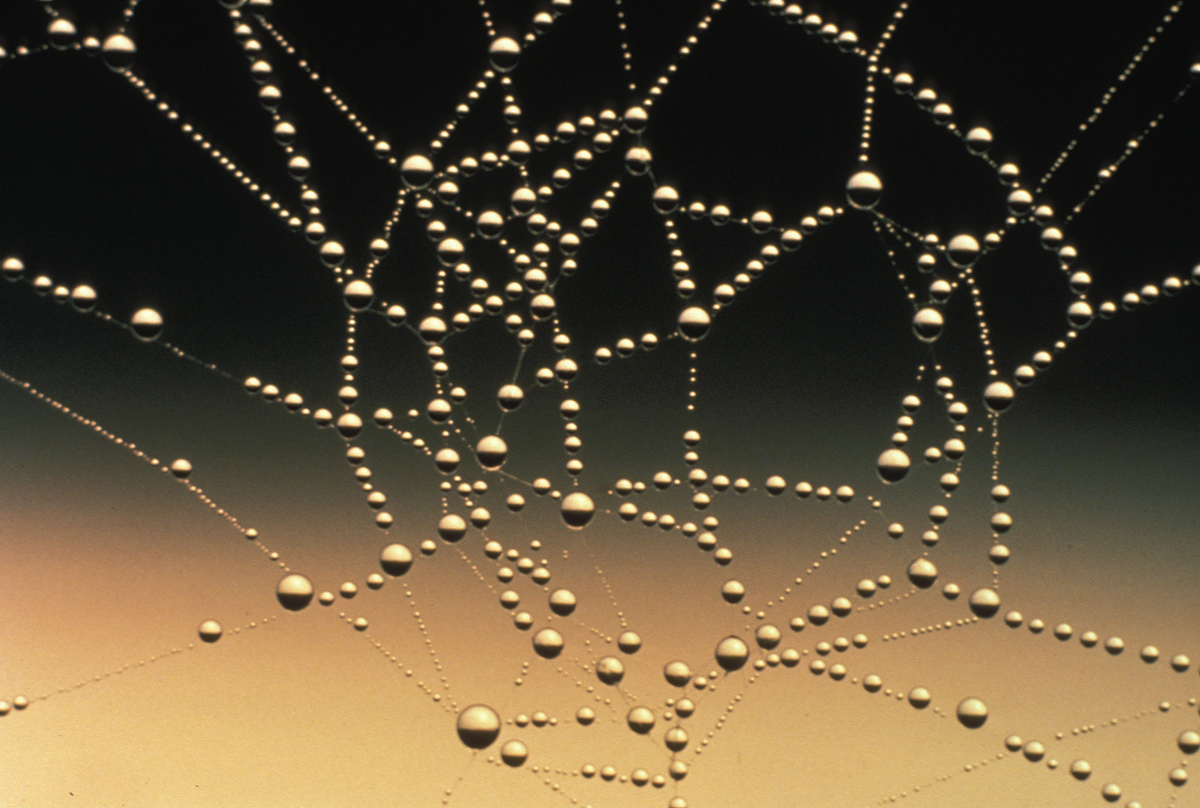
Rugiada

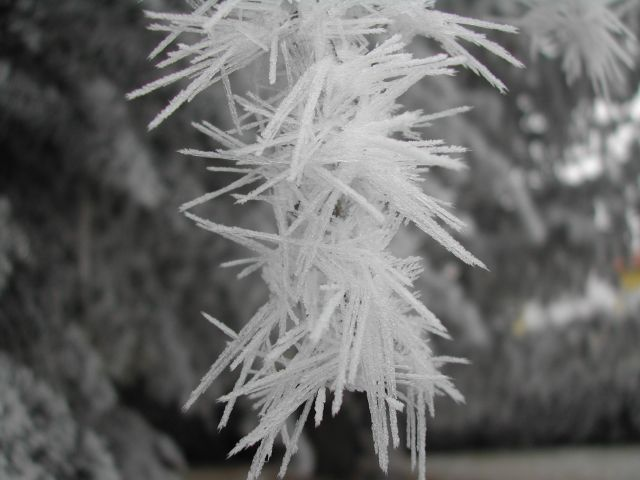
Galaverna

Quando l'aria umida, riscaldata dalla radiazione solare si innalza, si espande e si raffredda fino a condensarsi (l'aria fredda può contenere meno vapore acqueo rispetto a quella calda e viceversa) e forma una nube, costituita da microscopiche goccioline d'acqua diffuse dell'ordine dei micron. Queste gocce, unendosi (coalescenza), diventando più grosse e pesanti, cadono a terra sotto forma di pioggia, neve, grandine.
Nel 2024 si è notato come il polline, ma anche altre particelle sospese, possono disperdere la luce solare, servire come semi per formare nuvole, influenzare la temperatura, la visibilità e le precipitazioni.

## Regimi

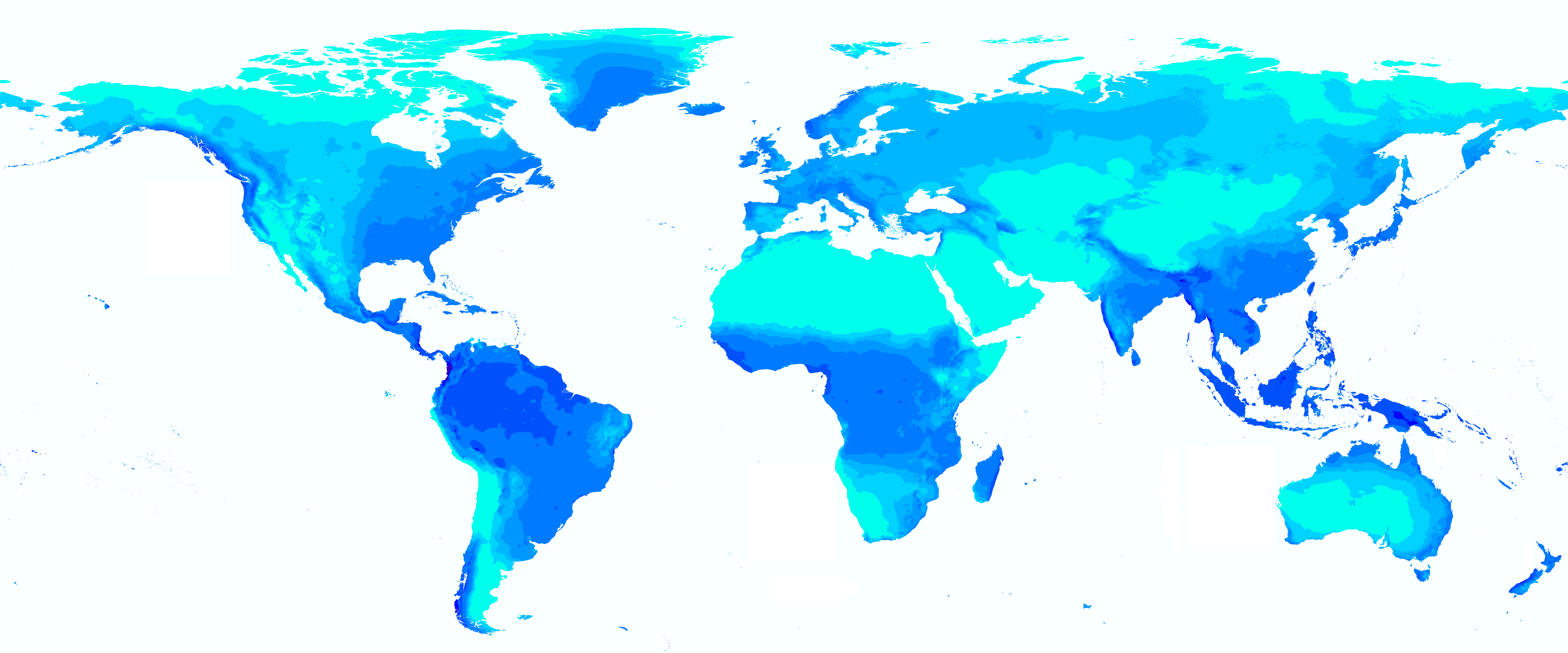
Precipitazioni medie globali in un anno.

Le massime precipitazioni sono intorno all'equatore (per una fascia larga 10° di latitudine). Dall'equatore ai poli si ha una graduale diminuzione con una eccezione tra i 45° e 55° di latitudine dove vi è la massima attività ciclonica. Questo secondo massimo di precipitazione è però inferiore a quello equatoriale.
Attraverso lo studio delle isoiete, ossia delle linee che uniscono tutti i punti di uguali precipitazioni, si possono riconoscere i seguenti regimi delle precipitazioni o regimi pluviometrici:
- Regime delle basse latitudini.
  - Tipo equatoriale: senza stagione secca e con due massimi di precipitazione (es. Amazzonia, Guyana, Uganda).
  - Tipo subequatoriale: con due stagioni secche e due piovose (es. Congo, Etiopia).
  - Tipo subtropicale: con un solo periodo di piogge violente (3-4 mesi) e un lungo periodo di secco (es. Sudan, Senegal, Mato Grosso).
- Regime mediterraneo. Estate serena e asciutta, inverno piovoso (es. Mediterraneo, California).
- Regime delle alte latitudini. Questo regime interessa la fascia latitudinale fra 43° e 60° ed è caratterizzato dalla mancanza di una stagione secca vera e propria mentre vi sono stagioni più o meno piovose variamente distribuite.
  - Tipo continentale: piogge estive (es. Europa centrale, Russia, Siberia, Canada).
  - Tipo oceanico: piogge sparse in tutto l'anno, portate dai venti marittimi, con un massimo in autunno (ad esempio Europa occidentale, Inghilterra, Scandinavia, Stati Uniti occidentali).
  - Tipo di transizione: piogge in primavera e autunno (ad esempio Francia orientale, Italia settentrionale).
- Regime polare (oltre i 60° di latitudine). Precipitazioni scarse. Solo nell'Antartide nevica in prossimità delle coste.
- Regime desertico. Precipitazioni inferiori a 250 mm/anno. È caratteristico delle zone tropicali ad alte pressioni.
- Regime monsonico

Netta differenziazione tra periodi piovosi e asciutti. Interessa vasti territori dell'Asia e Australia. I monsoni invernali portano tempo sereno in India, Cina settentrionale, Manciuria. I monsoni estivi portano pioggia in Birmania, Cina meridionale, Giappone.

### Orografia
Pioggia, neve e grandine tendono a distribuirsi maggiormente sui versanti montuosi esposti alle correnti dove è favorita la risalita delle masse d'aria umide fino alla condensazione (convezione forzata). Le perturbazioni stesse tendono a subire azioni di blocco (stau) nei versanti sopravvento; viceversa nei versanti sottovento i venti discendenti di caduta favoriscono il dissolvimento delle nubi con conseguente diminuzione delle precipitazioni (ombra pluviometrica) ed effetto favonio. Pertanto le precipitazioni tendono ad aumentare con la quota. In Italia ad esempio il versante tirrenico risulta essere decisamente più piovoso del versante adriatico per la presenza dell'Appennino e la prevalenza di correnti occidentali.

## Misurazione

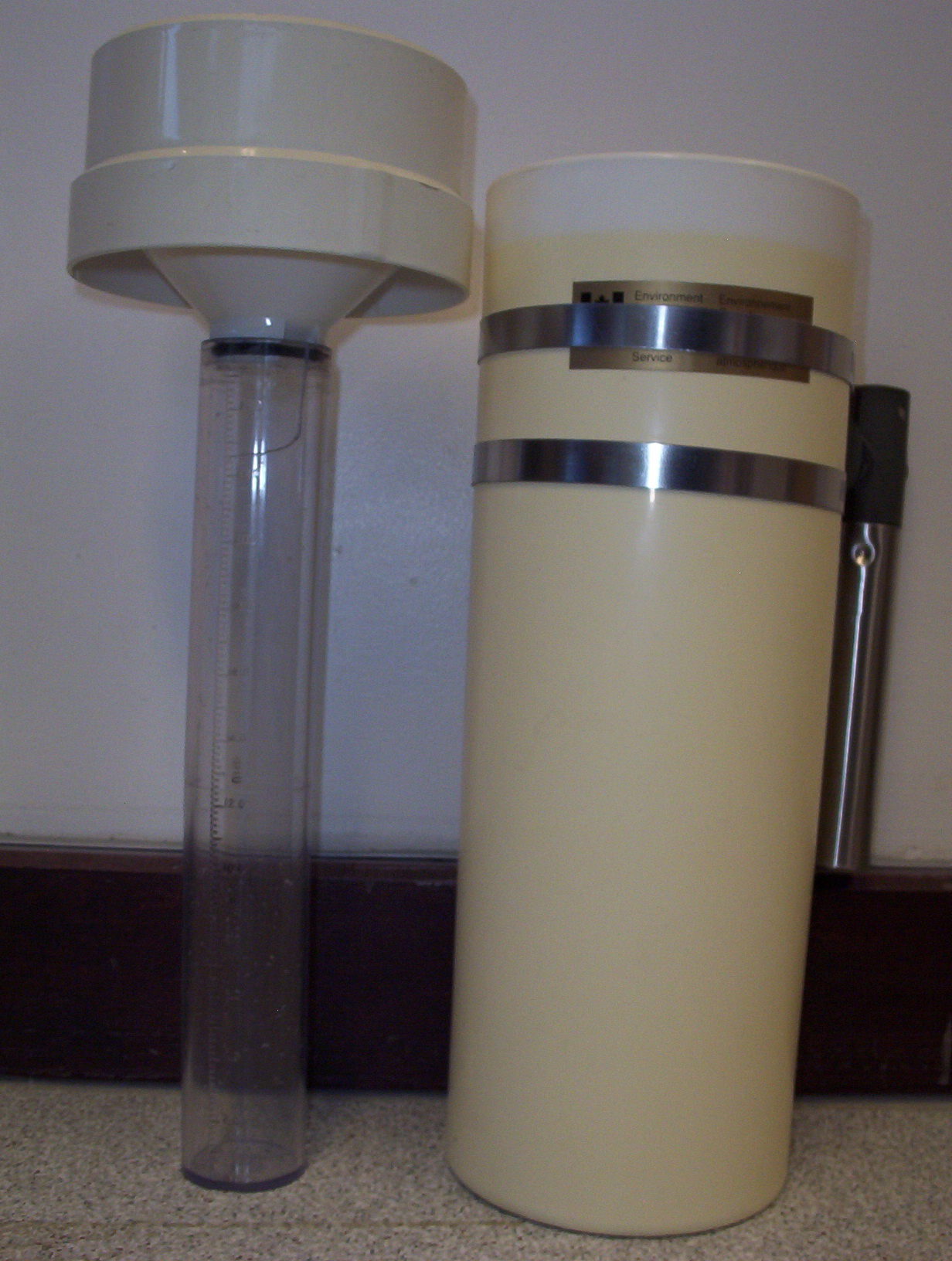
Pluviometro

Le precipitazioni vengono in genere misurate utilizzando due tipi di strumenti: pluviometro e pluviografo. Il primo strumento consiste in un piccolo recipiente, in genere di forma cilindrica, e dalle dimensioni standardizzate che ha il compito di raccogliere e conservare la pioggia che si è verificata in un certo intervallo di tempo, generalmente un giorno, sul territorio dove è installato. In questo modo è possibile ottenere una misura giornaliera delle precipitazioni in una data località.
Diversamente il pluviografo è uno strumento che ha il compito di registrare la pioggia verificatasi a una scala temporale inferiore al giorno, attualmente sono disponibili pluviografi digitali con risoluzione temporale dell'ordine di qualche minuto. Convenzionalmente in Italia la pioggia viene misurata in millimetri (misura indipendente dalla superficie). Per avere un'idea si può considerare che in Italia piovono dai 100 mm ai 3000 mm all'anno; un giorno di pioggia fine non porta più di 1 mm d'acqua, mentre un temporale lungo e violento porta anche 30 mm d'acqua, con record intorno ai 440 mm (in Italia le zone più piovose sono le Prealpi e Alpi Giulie e Carniche in Friuli-Venezia Giulia e le Alpi Apuane in Toscana).

## Effetti

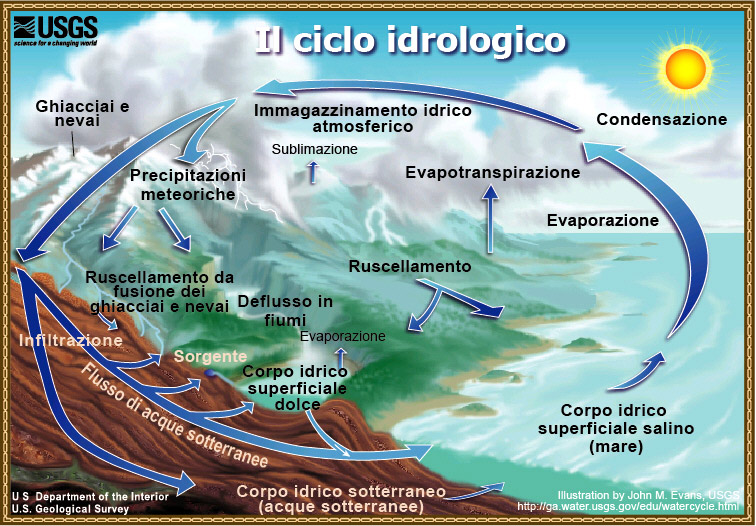
Ciclo dell'acqua

Le precipitazioni atmosferiche assumono notevole importanza nel compimento del ciclo dell'acqua. A esse, in ambito idrologico, si dà spesso il nome di acque meteoriche le quali comprendono oltre alle acque piovane tutte le altre precipitazioni provenienti da eventi meteorici quali neve, grandine, rugiada, brina. Una volta cadute al suolo le acque piovane vi si disperdono sopra penetrandovi e infiltrandosi in profondità nei terreni permeabili per gravità o incanalandosi lungo le depressioni formate dal suolo, oppure si depositano su di esso sotto forma di ghiaccio in nevai e ghiacciai sulle montagne più elevate, costituendo preziose riserve di acqua, o nelle banchise dei poli.
In seguito al progressivo scioglimento che neve e ghiaccio subiscono in presenza di temperature superiori al punto di fusione della fase solida dell'acqua, l'acqua allo stato liquido comincia a seguire lo stesso percorso delle acque piovane scorrendo e incanalandosi nel terreno e andando così ad alimentare ruscelli, fiumi, laghi, delta ed estuari fino a raggiungere il mare e dando luogo alla cosiddetta "circolazione superficiale", oppure penetrando e alimentando le falde acquifere dando luogo invece alle preziose riserve acquifere e in generale all'omologa circolazione sotterranea, oppure infine torna direttamente in atmosfera attraverso l'evaporazione diretta dal suolo umido e l'evapotraspirazione delle piante. In tal modo l'acqua si rende disponibile alla biosfera alimentando vegetazione superficiale e mondo animale.

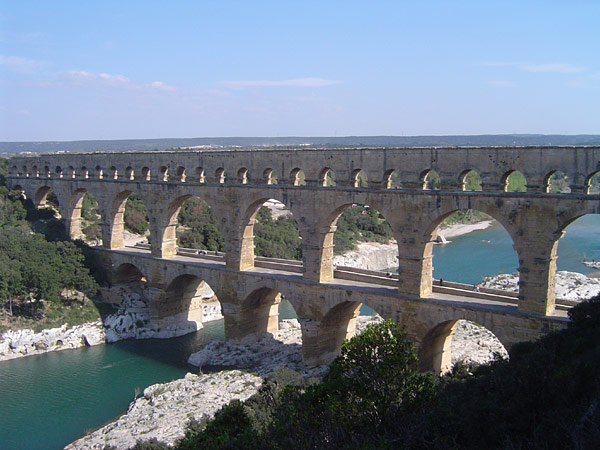
Acquedotto

Le acque meteoriche rivestono notevole interesse in svariate discipline tecniche legate all'Ingegneria Idraulica:
- Idrologia e idrografia
- Idrogeologia e geotecnica: basti pensare al ruolo fondamentale che il ruscellamento delle acque meteoriche assume sui terreni carsici. Interagendo con la microflora vegetale e batterica si arricchisce in CO2, diviene aggressiva nei confronti dei substrato calcareo e va a incrementare il fenomeno carsico
- approvvigionamento idrico delle comunità umane, in quanto elemento primo per la vita degli esseri viventi. In aree a rischio desertificazione è importantissimo accumularle in invasi superficiali o in cisterne. Per scopi più in generale acquedottistici la loro misurazione interviene nella progettazione delle opere di captazione, dalle dighe alle opere di presa direttamente dai corsi d'acqua.
- regimazione delle acque di pioggia al fine della gestione dei deflussi in ambito urbano relativamente alla progettazione e costruzione delle fognature bianche nei centri urbani ad andamento planimetrico pianeggiante, soggetti a frequenti allagamenti e a un'adeguata progettazione dei profili stradali (cunette, tombini, ecc.) nei centri urbani collinari o montani in cui le elevate pendenze creano altri tipi di problemi
- agricoltura: lo studio degli afflussi meteorici è fondamentale al fine di programmare idonei interventi in ambito agrario.

Nell'ambito dell'inquinamento ambientale le precipitazioni assumono un'importanza fondamentale per via della loro azione di lavaggio dell'atmosfera da aerosol e sostanze inquinanti quali il particolato atmosferico esercitando così un'azione di mitigazione naturale in situazioni di particolare inquinamento dell'aria come nel caso delle grandi città e aree metropolitane.

## Modifica artificiale

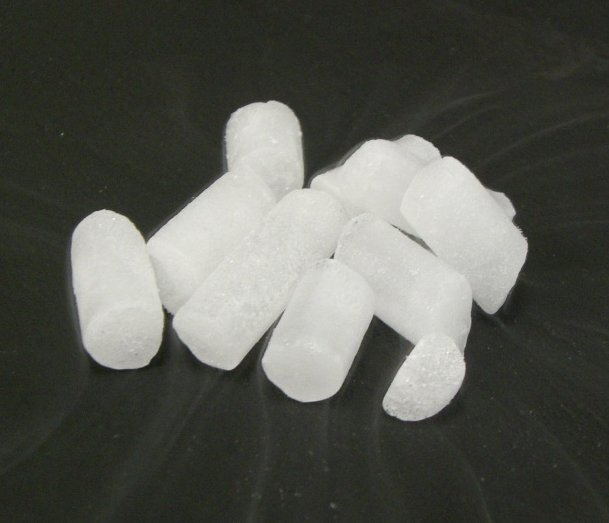
Ghiaccio secco

Sfruttando le conoscenze sulla genesi delle nubi e delle precipitazioni è stato possibile modificare il tempo atmosferico mutando artificialmente alcuni tipi di nubi per ottenere, come risultato finale, un aumento delle precipitazioni. Ad esempio è possibile alterare l'equilibrio di nubi sopraffuse facendo in modo che compaiano al loro interno cristalli di ghiaccio che crescono per differenza di tensione di vapore saturo con l'acqua sopraffusa. Tali cristalli di ghiaccio si possono ottenere con varie tecniche d'inseminazione delle nuvole:
- l'introduzione di palline di ghiaccio secco (ovvero anidride carbonica allo stato solido) che abbassa la temperatura della nube fino al punto in cui i cristalli possono originarsi direttamente dalle gocce sopraffuse. La nube, in tal caso, subisce una deformazione visibile alla sommità dove è stato rilasciato il ghiaccio secco.
- l'introduzione di particelle di ioduro d'argento in grado di fungere come germe cristallino per le gocce sopraffuse (da cui l'espressione di "semina delle nubi"). Infatti, sullo ioduro d'argento si forma una sottilissima pellicola d'acqua dello spessore di qualche molecola che, disponendosi in una struttura solido-cristallina simile al ghiaccio, solidifica costituendo il basamento del cristallo di ghiaccio. Lo ioduro d'argento è efficace sotto i −5 °C e, rispetto al ghiaccio secco che deve essere introdotto nella nube per mezzo di un aereo, ha il vantaggio di poter essere sparso anche dal suolo: ad alte temperature infatti volatizza e, portato in alto dalle correnti ascensionali, condensa poi in tante piccole particelle al diminuire della temperatura. In parte solo la luce diretta fa perdere a tali particelle la loro efficacia.

Con la genesi di cristalli artificiali, cioè con la diminuzione di acqua sopraffusa nella nube, si pensa di poter ridurre anche la formazione di grossi chicchi di grandine durante le grandinate.
Analogamente è stato possibile alterare l'equilibrio delle nubi calde (con temperatura superiore al punto di fusione) con l'immissione nella nube di nuclei salini giganti e di acqua polverizzata sui quali le goccioline di nube possano più facilmente formarsi e svilupparsi.
Per provare la reale efficacia di tali metodi, ovvero che si registri un effettivo aumento delle precipitazioni, si fa uso di strumenti puramente statistici, ma i relativi calcoli mostrano tuttavia una piuttosto debole efficacia.

## Statistiche
Le precipitazioni non sono costanti tutto l'anno, infatti esistono periodi più piovosi di altri, così come i giorni della settimana.
Questi dati variano molto da nazione a nazione, infatti se per l'Inghilterra il giorno più piovoso è il martedì, in Italia è la domenica, e questo è dovuto principalmente al susseguirsi dell'Onda di Rossby, la quale ha un ciclo di circa sette giorni.